# Canthon reyesi
Canthon reyesi là một loài bọ cánh cứng trong họ Bọ hung (Scarabaeidae).